# Ходунов Іван Іванович
Ходуно́в Іва́н Іва́нович (рос. дореф. Ходуно́въ Ива́нъ Ива́новичъ; 1788 , Пошехонський повіт, Ярославське намісництво  — 4 (16) липня 1853 , Київ ) — купець 2-ї гільдії, київський міський голова в 1838–1841, 1844–1848 та 1851–1853 роках.

## Біографія
Народився в селі Пігалево Пошехонському повіті Ярославського намісництва, в юності приїхав до Києва і розпочав торгувати квасом. Досить швидко розбагатів. У 1819 році Ходунова було обрано «квартермістром для військового постою», 1825 року — депутатом для повірки торгівлі. 1830 року був обраний до Київської квартирної комісії по справлянню постойної повинності, 1833 року — депутатом до міської комісії по брукуванню вулиць. Після створення в місті Опікунського Комітету о тюрмах, був обраний до цього комітету, і справляв цю службу до кінця життя. 1836 року обраний засідателем у Київську палату кримінального суду.
19 (31) березня 1835 року в Києві пройшли перші вибори до міської думи. На посаду Київського міського голови балотувалися Парфеній Дехтерьов, Семен Личков, Іван Ходунов та ін. Найбільше голосів на цю посаду отримав Іван Ходунов, однак військовий губернатор Василь Левашов не затвердив результат виборів. На наступних виборах, що пройшли через 10 днів, цю посаду обійняв Парфентій Дегтерьов.
20 жовтня (2 листопада) 1838 року Іван Ходунов був обраний Київським міським головою. Після затвердження військовим губернатором Дмитром Бібіковим займав цю посаду з 2 (14) листопада 1838 по 20 жовтня (2 листопада) 1841 року.  9 (21) листопада 1844 року обраний вдруге і після затвердження був міським головою 11 (23) листопада 1844 по 2 (14) січня 1848 року. Востаннє був обраний 24 травня (5 червня) 1851 року, після затвердження займав посаду міського голови з 4 (16) червня до самої смерті. Загалом Іван Ходунов п'ять разів обирався міським головою, однак двічі він змушений був відмовитися: 1841 року — через проблеми зі здоров'ям, 1847 року — у зв'язку зі смертю сина.
Крім громадської діяльності, Ходунов займався підприємництвом. Він відкрив перший у Києві завод воскових свічок, заснував миловарний завод та завод сальних свічок. У 1852 році на Київській виставці сільських творів, фабричних і ремісничих виробів Іван Ходунов отримав Велику срібну медаль за відбілений віск, воскові і сальні свічки, мило, які він виготовляв протягом 40 років. Ходунов володів будинками та магазинами на Хрещатику, Липках, Подолі. Був одним із засновників найбільшого в місті товариства допомоги бідним — «Сулимівка». 
При ньому були закладені будівлі Університету Св. Володимира, Інституту шляхетних дівчат, засновані Ботанічний сад, обсерваторія, побудований анатомічний театр, розпочато будівництво Ланцюгового мосту.
Після смерті дружини Катерини Савеліївни, що настала 20 березня (1 квітня) 1853 року, здоров'я Івана Ходунова погіршилося і 4 (16) липня 1853 року він помер від тифу (або холери). Поховали його поряд з дружиною на території Видубицького монастиря, могила не збереглася.

## Родина
Іван Іванович та Катерина Савеліївна Ходунови мали десятеро дітей. Дві дочки (Наталія, Тетяна та Феодосія) та сини (Петро, Андрій та Іван) померли у віці 20-27 років. Внаслідок смерті в 1846 році одного з синів, Івана, Іван Іванович був вимушений відмовитися від зайняття посади міського голови. Ще четверо дочок прожили довге життя: 
- Меланія Іванівна (30.12.1811–31.07.1862)[3][4] — вийшла заміж за купця Олександра Никифоровича Болотіна, їхня дочка Наталія Олександрівна з часом стала дружиною Силуана Семеновича Слухаєвського і матір'ю Олександра Силуановича — власника книжкового магазину на Хрещатику та засновника однієї з відомих київських бібліотек.
- Євдокія Іванівна (27.02.1823–1888) — 6 (18) липня 1841 року стала дружиною Сильвестра Гогоцького[5], професора філософії університету св. Володимира. Відома своєю діяльністю з початкової дитячої освіти та як видавець у 1875–1876 роках газети «Кіевскій телеграфъ».
- Катерина Іванівна (26.12.1824–1868) — з 11 (23) лютого 1845 друга дружина секретаря Київської духовної консисторії колезького радника Михайла Хижнякова[6]. Їх онучка, Катерина Іванівна Десницька (27.04.1886–03.01.1960) стала дружиною сіамського принця Чакрабонґсе.
- Марія Іванівна (1833–1908) — 27 квітня (9 травня) 1853 року стала дружиною Миколи Маколайовича Балабухи[7], сина Миколи Семеновича Балабухи — міського голови в 1847–1851 роках.

## Нагороди
- Срібна медаль на Анненській стрічці з зображенням погруддя Імператора Олександра І та написом «За старанність» для носіння на шиї (1825) — за пожертву для Київського відділення військових кантоністів.
- Золота медаль на Анненській стрічці з написом «За старанне служіння» для носіння на шиї (1832) — за службу у Київській квартирній комісії.
- Золота медаль на Олександрівській стрічці з написом «За старанне служіння» для носіння на шиї (1842) — за старанну службу на посаді міського голови.
- Золота медаль на Володимирській стрічці з написом «За старанне служіння» для носіння на шиї (1847) — за старанну та відмінну службу на посаді міського голови.